# Naruszenie miru domowego
Naruszenie miru domowego – występek polegający na wdzieraniu się do cudzego domu, mieszkania, lokalu, pomieszczenia albo ogrodzonego terenu albo wbrew żądaniu osoby uprawnionej nieopuszczaniu takiego miejsca.
Przedmiotem przestępstwa może być zarówno mieszkanie prywatne, jak i ogólnodostępny lokal należący do instytucji publicznej.
Podstawa prawna: art. 193 KK.
Nieopuszczenie, pomimo wezwania uprawnionego, nieogrodzonego terenu lasu, pola, ogrodu, pastwiska, łąki lub grobli stanowi wykroczenie (art. 157 KW).